# Arthur Tenn
Arthur Tenn (ur. 15 marca 1964) – jamajski kolarz szosowy, uczestnik letnich igrzysk olimpijskich.
Tenn reprezentował Jamajkę na letnich igrzyskach olimpijskich podczas igrzysk 1984 w Los Angeles, igrzysk 1988 w Seulu oraz igrzysk 1992 w Barcelonie. Za każdym razem startował w wyścigu indywidualnym ze startu wspólnego, w 1984 zajął 53. miejsce, w 1988 był 107., natomiast w 1992 nie ukończył wyścigu.